# Tercer principio de la termodinámica

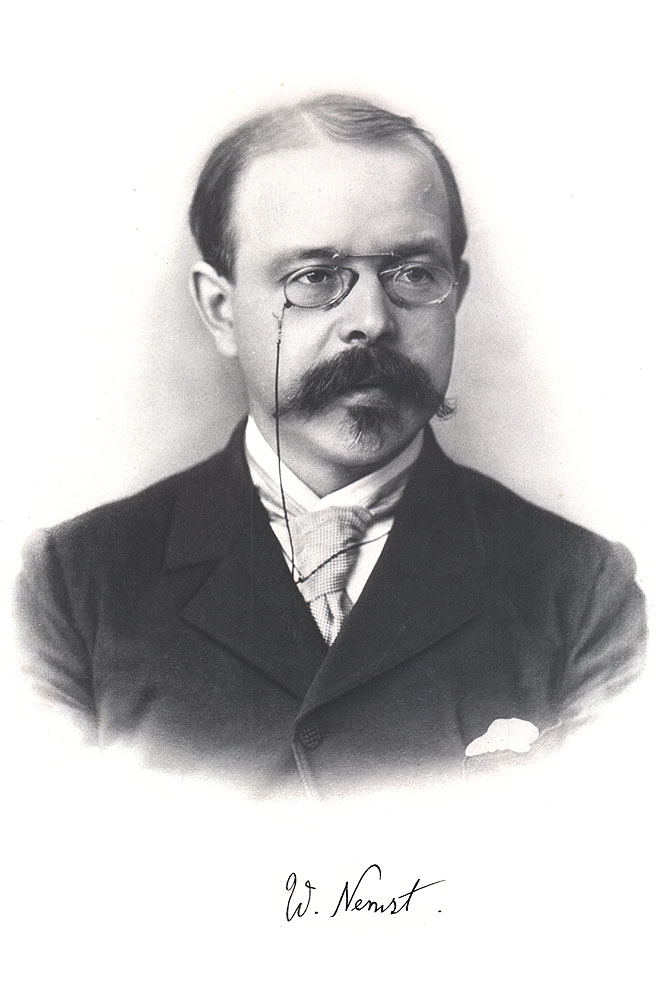
Walther Nernst.

El tercer principio de termodinámica, más adecuadamente postulado de Nernst, afirma que no se puede alcanzar el cero absoluto en un número finito de etapas. Sucintamente, puede definirse como:
- Al llegar al cero absoluto, 0 K, cualquier proceso de un sistema físico se detiene.
- Al llegar al cero absoluto la entropía alcanza un valor mínimo y acelerado.

Algunas fuentes se refieren incorrectamente al postulado de Nernst como «la tercera de las leyes de la termodinámica». Es importante reconocer que no es una noción exigida por la termodinámica clásica por lo que resulta inapropiado tratarlo de «ley», siendo incluso inconsistente con la física estadística clásica y necesitando el establecimiento previo de la estadística cuántica para ser valorado adecuadamente. La mayor parte de la termodinámica no requiere la utilización de este postulado. El postulado de Nernst, llamado así por ser propuesto por Walther Nernst, afirma que es imposible alcanzar una temperatura igual al cero absoluto mediante un número finito de procesos físicos. Puede formularse también como que a medida que un sistema dado se aproxima al cero absoluto, su entropía tiende a un valor constante específico. La entropía de los sólidos cristalinos puros puede considerarse cero bajo temperaturas iguales al cero absoluto.
El 14 de marzo de 2017, se publicó en la revista Nature la demostración matemática a cargo de los físicos Lluís Masanes y Jonathan Oppenheim, del Departamento de Física y Astronomía del University College de Londres.

## Historia
Este tercer principio fue desarrollada por el químico Walter Nernst durante los años 1906-1912, por lo que se refiere a menudo como el teorema de Nernst o postulado de Nernst. Postula que la entropía de un sistema en el cero absoluto es una constante definida. Esto se debe a que un sistema a temperatura cero existe en su estado fundamental, por lo que su entropía está determinada solo por la degeneración del estado fundamental . En 1912 Nernst estableció su principio así: «Es imposible por cualquier procedimiento alcanzar la isoterma {\displaystyle T=0} en un número finito de pasos». Una versión alternativa del postulado según lo establecido por Gilbert N. Lewis y Merle Randall en 1923 establece:

Si la entropía de cada elemento en algún estado cristalino (perfecto) se tomase como cero en el cero absoluto de temperatura, cada sustancia tiene una entropía finita y positiva, pero en el cero absoluto de temperatura la entropía puede llegar a ser cero y eso lo convierte en el caso de una sustancia cristalina perfecta.
If the entropy of each element in some (perfect) crystalline state be taken as zero at the absolute zero of temperature, every substance has a finite positive entropy; but at the absolute zero of temperature the entropy may become zero, and does so become in the case of perfect crystalline substances.

Esta versión manifiesta no solo que ΔS llegará a cero en el 0 K, sino que S mismo también llegará a cero siempre que el cristal tenga un estado fundamental con una sola configuración. Algunos sistemas que poseen varios estados con la misma energía mínima mantienen una entropía positiva incluso en el cero absoluto. Esta entropía residual desaparece cuando se superan las barreras cinéticas a la transición a un estado fundamental.
Con el desarrollo de la física estadística, la tercera ley de la termodinámica (como las otras leyes) pasó de ser una ley fundamental (justificada por experimentos) a una ley derivada (derivada de leyes aún más básicas). La ley básica de la que deriva principalmente es la definición estadístico-mecánica de la entropía de un sistema grande:

{\displaystyle S-S_{0}=k_{B}\ln \,\Omega \ }

donde:
- S es la entropía,
- kB es la constante de Boltzmann, y
- {\displaystyle \Omega } es el número de microestados consistentes con la configuración macroscópica.

El recuento de estados es desde el estado de referencia del cero absoluto, que corresponde a la entropía de S0.
El 14 de marzo de 2017, se publicó en la revista Nature la demostración matemática a cargo de los físicos Lluís Masanes y Jonathan Oppenheim, del Departamento de Física y Astronomía del University College de Londres.

## Descripción
En términos simples, el tercer principio indica que la entropía de una sustancia pura y cristalina en el cero absoluto es nula. Por consiguiente, el tercer principio provee de un punto de referencia absoluto para la determinación de la entropía. La entropía relativa a este punto es la entropía absoluta.
Un caso especial se produce en los sistemas con un único estado fundamental, como una estructura cristalina. La entropía de un cristal perfecto definida por el teorema de Nernst es cero (dado que el {\displaystyle \log {(1)}=0}). Sin embargo, esto desestima el hecho de que los cristales reales deben crecer en una temperatura finita y poseer una concentración de equilibrio por defecto. Cuando se enfrían generalmente son incapaces de alcanzar la perfección completa. Esto, por supuesto, se mantiene en la línea de que la entropía tiende siempre a aumentar dado que ningún proceso real es reversible.
Otra aplicación del tercer principio es con respecto al momento magnético de un material. Los metales paramagnéticos (con un momento aleatorio) se ordenarán a medida que la temperatura se acerque a 0 K. Se podrían ordenar de manera ferromagnética (todos los momentos paralelos los unos a los otros) o de manera antiferromagnética.